# 堀米学
堀米 学（ほりごめ まなぶ、8月19日 - ）は、日本の男性声優。山形県出身。EARLY WING所属。

## 人物
趣味・特技は山形弁、バレーボール、カラオケ、散歩。

## 出演

### ゲーム
- 紡ロジック（2018年、吉本善人）

### 吹き替え

#### 映画
- ドライブ・アングリー3D

### デジタルコミック
- 寄生獣（上条、裕子の兄 他）
- ピースオブケイク（多田 他）
- 胸が鳴るのは君のせい（高校の担任教師 他）